# مصطفى طه (لاعب كرة قدم)
مصطفى كامل طه يوسف الجمل (23 مارس 1910 - نوفمبر 1969)، كان مهاجم كرة قدم مصري لعب لصالح نادي الزمالك والمنتخب المصري. لعب مصطفى معظم مسيرته الاحترافية في نادي الزمالك. وهو هداف الزمالك التاريخي في ديربي القاهرة برصيد 12 هدفًا. مثل طه مصر في كأس العالم 1934 وأولمبياد صيف 1936. اعتزل كقائد للزمالك في عام 1945.

## المسيرة الرياضية
بدأ مصطفي طه مسيرته الكروية مع فريق الشباب في نادي الزمالك عام 1925. وكان عمره 18 عامًا عندما لعب أول مباراة له مع الفريق الأول في موسم 1928–29، وفاز مع نادي الزمالك في موسمه الأول بدوري القاهرة 1928–29. في نادي الزمالك، لعب مصطفي طه في أوج مسيرته مع لاعبين مصريين مخضرمين مثل محمد لطيف وحسين حجازي والسيد أباظة وإسماعيل رأفت. 

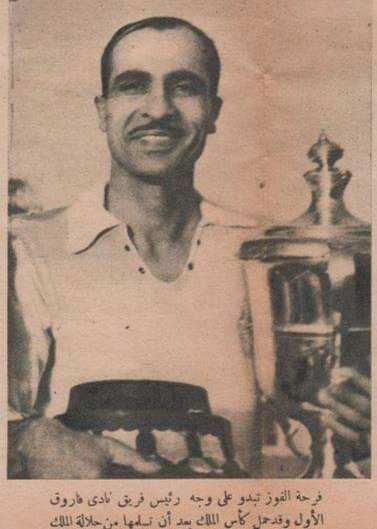
مصطفي طه قائد فريق نادي الزمالك يحمل كأس مصر بعد استلامه من الملك فاروق بعد الفوز علي الأهلي بنتيجة 6–0 في النهائي في 2 يونيو 1944.

وهو ثاني أفضل هداف في تاريخ ديربي القاهرة برصيد 15 هدفًا وأفضل هداف في تاريخ نادي الزمالك برصيد 12 هدفًا. سجل هدفه الأول في الأهلي في ديربي القاهرة في موسم 1929–30. في عام 1931، انتقل طه بشكل مفاجئ إلى غريمه اللدود الأهلي، ولعب معهم لمدة موسمين حتى عام 1933، ثم عاد إلى نادي الزمالك ولعب حتى نهاية مسيرته. وفاز مع القلعة البيضاء بسبعة ألقاب في الدوري، وخمسة ألقاب لكأس مصر ولقبين لكأس الملك فؤاد. كان قائد فريق نادي الزمالك في منتصف الأربعينيات، وهو من رفع كأس مصر عام 1944 بعد مباراة نهائية تاريخية حيث حقق الزمالك أعلى فوز على الأهلي بنتيجة 6–0، وهي أكبر نتيجة في تاريخ مباريات نهائي كأس مصر وفي تاريخ مباريات القمة. كان مصطفي طه هدافًا، وسجل العديد من الأهداف لنادي الزمالك. غيّر مركزه ولعب كمدافع في المواسم الثلاثة الأخيرة من مسيرته. حقق مصطفي طه 14 لقباً مع نادي الزمالك حيث فاز مع القلعة البيضاء بدوري منطقة القاهرة في (1928–29، 1929–30، 1933–34، 1939–40، 1940–41، 1943–44، 1944–45)، ولقب كأس مصر في (1934–35، 1937–38، 1940–41، 1942–43، 1943–44)، ولقب كأس الملك فؤاد في (1934، 1941). بعد فوز نادي الزمالك ببطولة دوري القاهرة 1944–45، اعتزل طه كرة القدم في عام 1945.

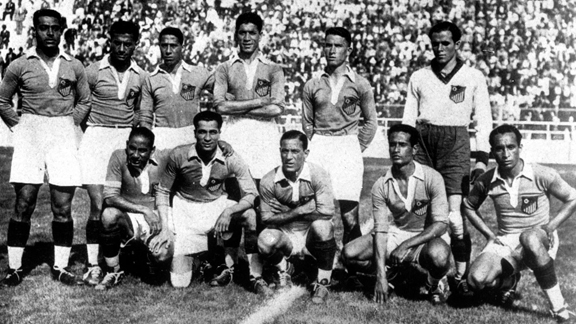
مصطفي طه ضمن تشكيلة الفريق القومي المصري في كأس العالم 1934.

لعب أول مباراة دولية له مع منتخب مصر لكرة القدم في عام 1929. وكان جزءًا من الفريق الذي لعب في كأس العالم 1934 في إيطاليا، وشارك في مباراة مصر ضد المجر في مرحلة المجموعات. كان طه أيضًا جزءًا من الفريق الذي لعب في دورة الألعاب الأولمبية 1936 في برلين، وكان في التشكيلة الأساسية. لعب لمنتخب لبلاده حتى عام 1940، حيث لم تكن هناك بطولات رسمية بسبب اندلاع الحرب العالمية الثانية.

## إنجازات
نادي الزمالك
- دوري منطقة القاهرة: 1928–29، 1929–30، 1933–34، 1939–40، 1940–41، 1943–44، 1944–45
- كأس مصر: 1934–35، 1937–38، 1940–41، 1942–43، 1943–44
- كأس الملك فؤاد: 1934، 1941

النادي الأهلي
- دوري منطقة القاهرة: 1930–31
- كأس مصر: 1930–31
- كأس السلطان حسين: 1931

## وصلات خارجية
- مصطفى طه على موقع الاتحاد الدولي (مؤرشف)  (الإنجليزية)
- مصطفى طه على موقع Soccerway.com (الإنجليزية)
- مصطفى طه على موقع عالم كرة القدم.نت (الإنجليزية)
- مصطفى طه على موقع كووورة
- مصطفى طه على موقع أوليمبيديا (الإنجليزية)
- هذا سيرة ذاتية